# شخصية بي بي سي الرياضية نجم الرياضة العالمية لهذا العام

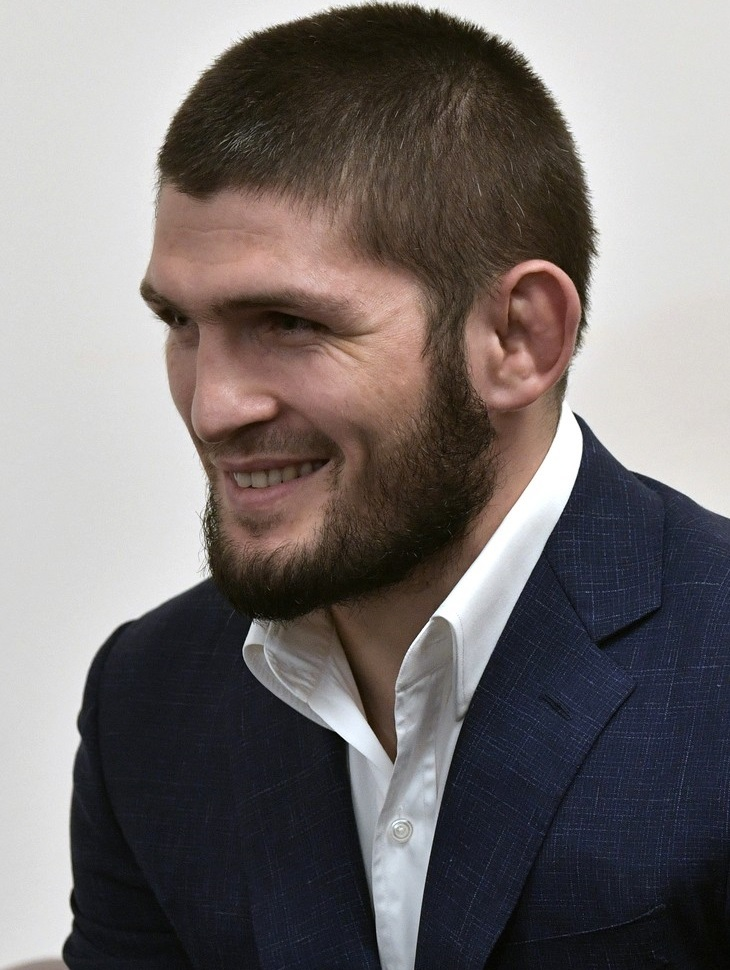
فاز الفنان الروسي المختلط خبيب نورماغوميدوف بالجائزة في عام 2020

جائزة أفضل نجم رياضي في العالم لهيئة الإذاعة البريطانية (المعروفة سابقًا باسم شخصية العام في الرياضة الخارجية لهيئة الإذاعة البريطانية) هي جائزة تُقدم في حفل توزيع جوائز بي بي سي السنوية لأفضل شخصية رياضية للعام. تُمنح الجائزة إلى رياضي غير بريطاني يُعتبر أنه قدم أكبر مساهمة في رياضة ما في ذلك العام. تم اختيار الجائزة من قبل لجنة مؤلفة من أكثر من 30 صحفيًا رياضيًا. صوّت كل عضو في حلقة النقاش لأفضل خيارين لهما ؛ حصل التفضيل الأول على نقطتين ، وحصل التفضيل الثاني على نقطة واحدة. يحصل الرياضي الفائز على أكبر عدد من النقاط. في حالة تعادل النقاط ، يكون اللاعب الرياضي الذي يتم اختياره كأول تفضيل من قبل معظم المشاركين هو الفائز. في حال تعادلًا أيضًا، يتم مشاركة الجائزة. في عام 2015 صوت الجمهور لهذه الجائزة.
تم تقديم جائزة الشخصية الخارجية لأول مرة في عام 1960 ، بعد ست سنوات من تقديم جائزة بي بي سي للشخصية الرياضية لهذا العام. وكان أول من حصل على الجائزة هو عداء المسافات المتوسطة الأسترالي هيرب إليوت. ومنذ ذلك الحين ، مُنحت الجائزة لأكثر 50 رياضية. وفاز لاعب التنس السويسري روجيه فيدرير بالجائزة أربع مرات. فاز الملاكم الأمريكي محمد علي والعداء الجامايكي يوسين بولت بالجائزة ثلاث مرات. تم تقاسم الجائزة في ثلاث مناسبات من قبل رون كلارك وجاري بلاير في عام 1965 ، ويوسيبيو وغارفيلد سوبرس في عام 1966 ، وإيفاندر هوليفيلد ومايكل جونسون في عام 1996. ثنائي التزلج الزوج والزوجة لأوليج بروتوبوف ولودميلا بيلوسوفا هما الزوجان الوحيدان اللذان فازا بالجائزة ، وذلك في عام 1968. كانت بيلوسوفا أول امرأة تصبح شخصية ما وراء البحار - وكانت أيضًا أكبرهم سنًا ، وتبلغ من العمر 33 عامًا. جورج مور هو أكبر فائز بالجائزة ، وفاز في عام 1967 عن عمر يناهز 44 عامًا. أصغر متلق للجائزة هي ناديا كومونيسي ، التي فازت في عام 1976 في بوريس بيكر ، الذي كان يبلغ من العمر 18 عامًا عندما فاز في عام 1985 كان أصغر رجل يفوز بالجائزة.
تم تمثيل 24 دولة مختلفة من قبل الفائزين بالجائزة اعتبارًا من عام 2020. وقد فاز الرياضيون الأمريكيون بالجائزة في معظم الأوقات ، بعد أن حصلوا على تسعة عشر مستلمًا ، اثنان منهم تقاسموا الجائزة. حصل ثلاثة لاعبي كريكيت على الجائزة - غارفيلد سوبرس من باربادوس ، وبريان لارا من ترينيداد وتوباغو (وكلاهما لعب مع فريق ويست إنديز للكريكيت) ، وشين وارن من أستراليا. تم تمثيل أربعة عشر تخصصاً رياضياً. التنس لديها أعلى تمثيل ، مع خمسة عشر مستلمًا. وكان آخر متلقٍ في عام 2017 هو لاعب التنس السويسري روجر فيدرير.

## الفائزون حسب العام
- تشير إلى الفائزين المشتركين.
- تشير إلى الزوجين الفائزين.

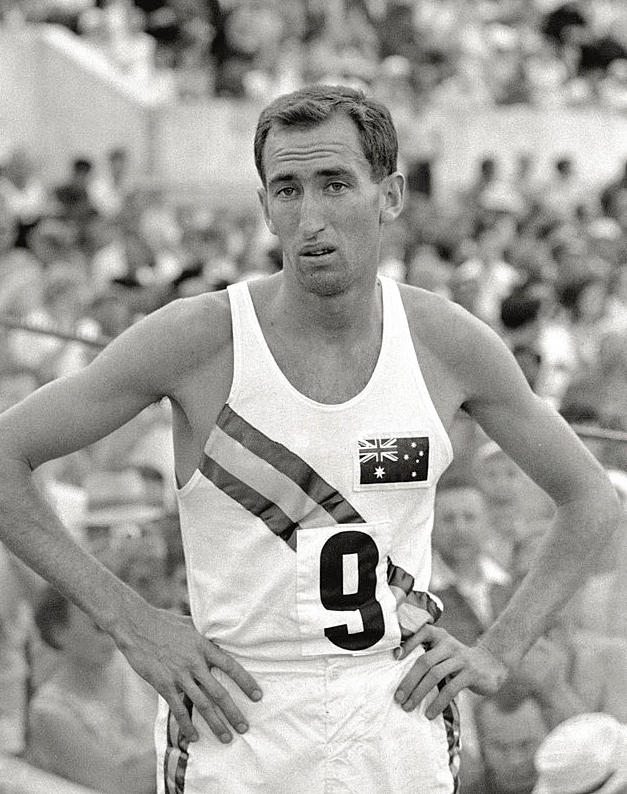
هيرب إليوت ، أول رياضي يتحصل على الجائزة

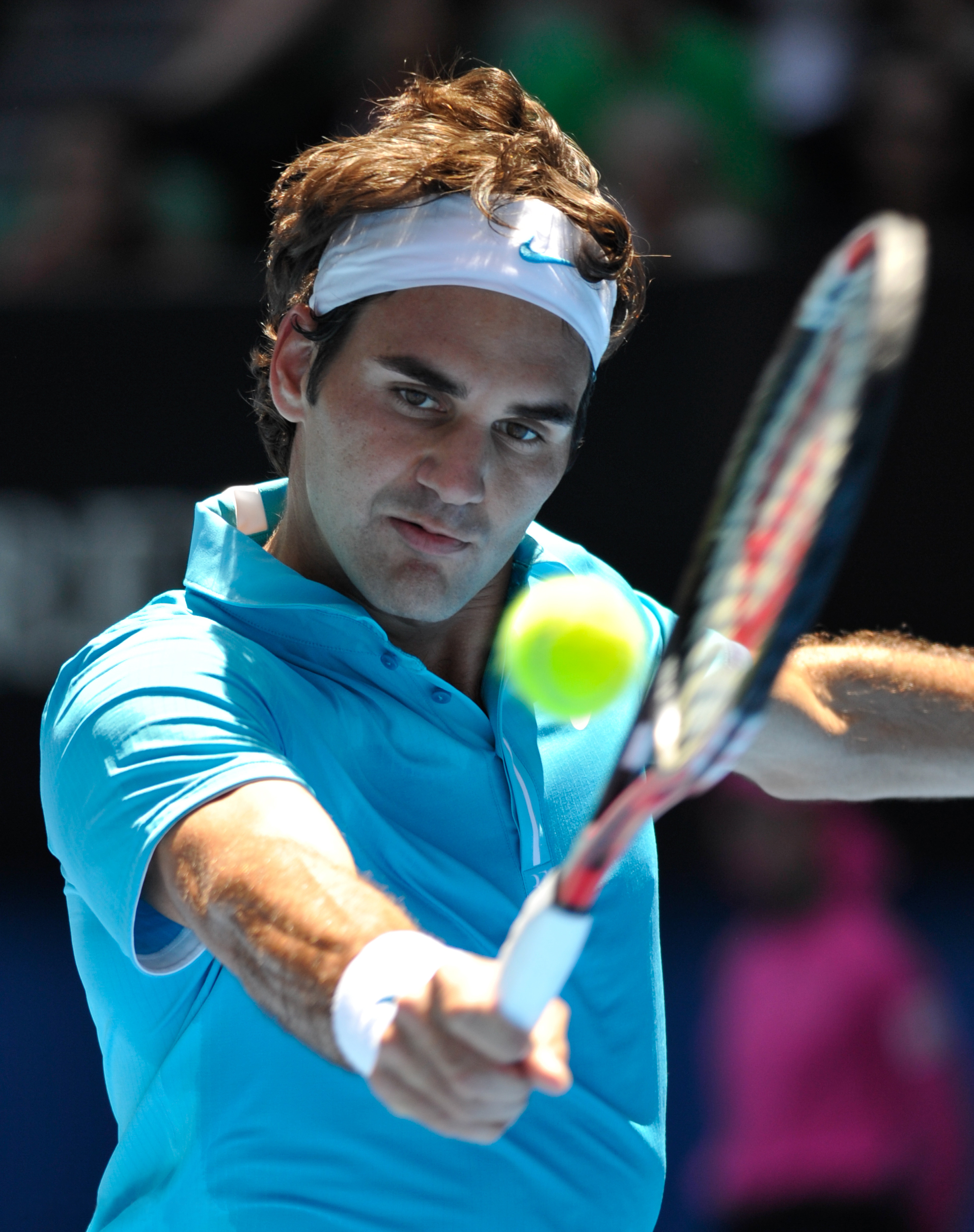
حصل روجر فيدرير على الجائزة أربع مرات

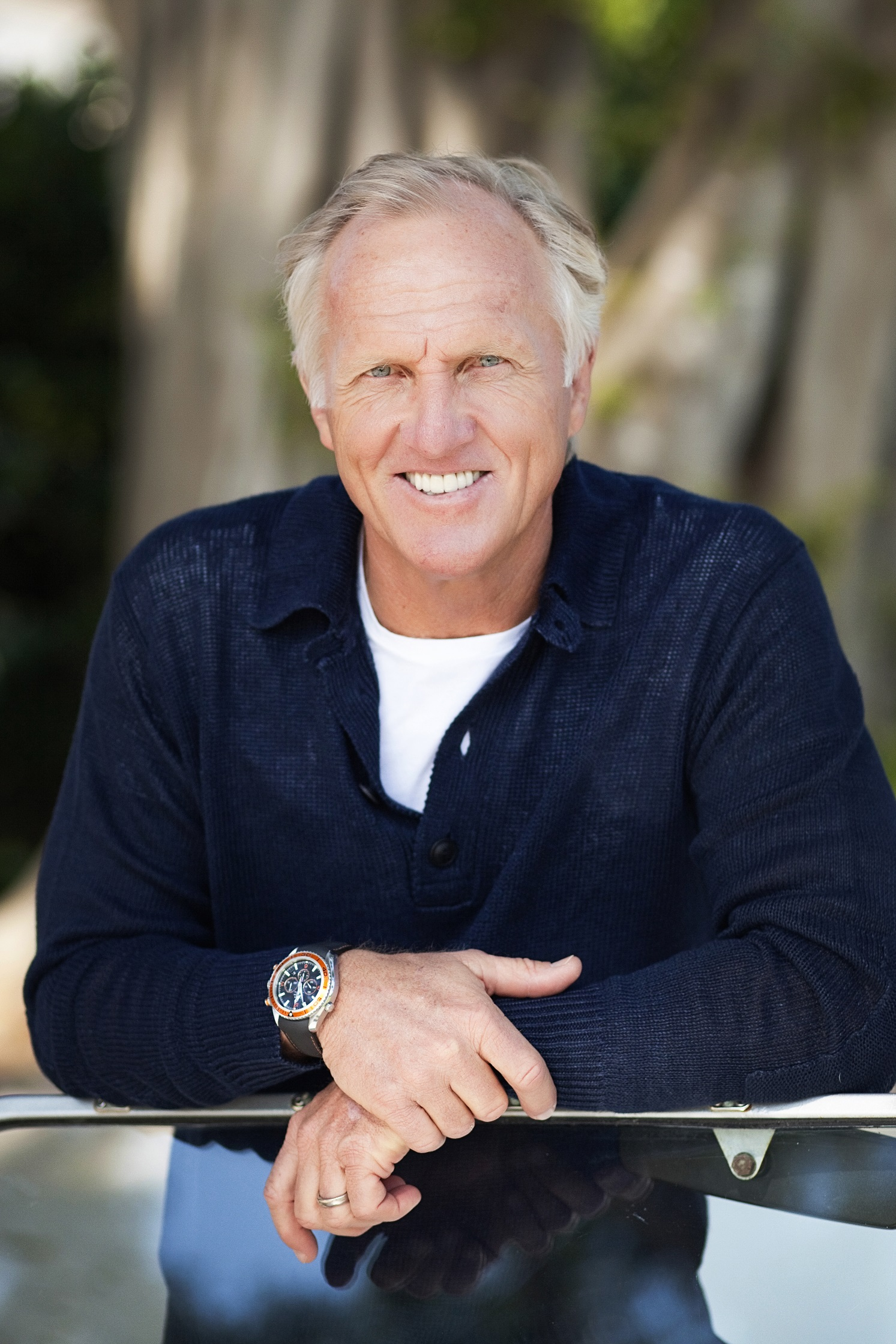
حصل غريغ نورمان على الجائزة مرتين

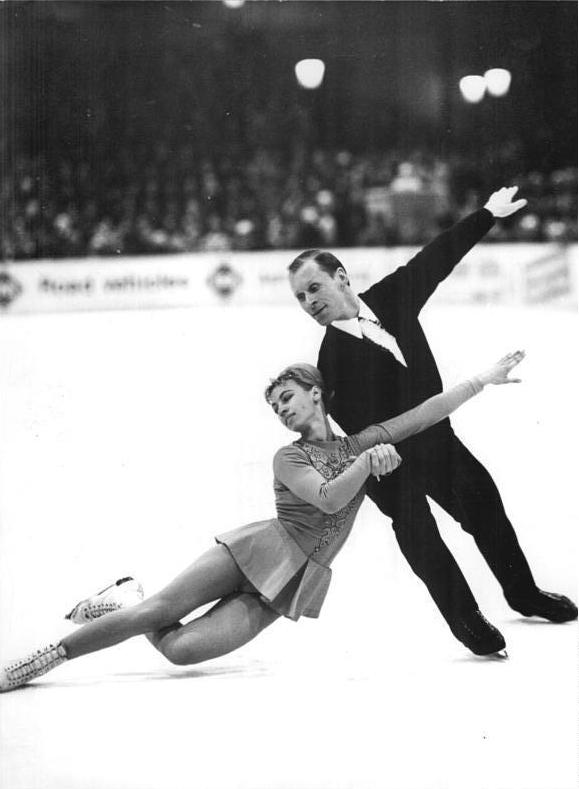
أوليغ بروتوبوبوف ولودميلا بيلوسوفا حاصلو على الجائزة في عام 1968.

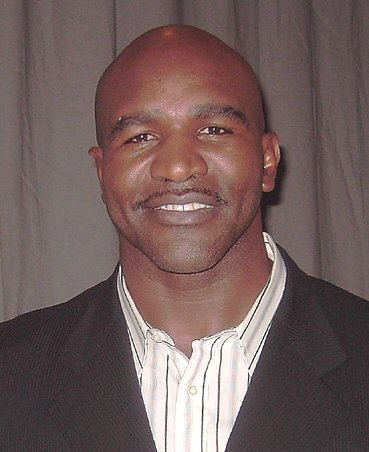
إيفاندر هوليفيلد ، الذي تقاسم الجائزة مع مايكل جونسون في عام 1996

### عقد 1960
| عام  | الجنسية          | الفائز            | الرياضة           | ملاحظة |
| ---- | ---------------- | ----------------- | ----------------- | ------ |
| 1960 | أستراليا         | هيرب إليوت        | ألعاب القوى       | [ 11 ] |
| 1961 | الاتحاد السوفيتي | فاليري بروميل     | ألعاب القوى       | [ 11 ] |
| 1962 | كندا             | دونالد جاكسون     | التزلج على الجليد | [ 11 ] |
| 1963 | فرنسا            | جاك أنكيتيل       | ركوب الدراجات     | [ 11 ] |
| 1964 | إثيوبيا          | آبيبي بيكيلا      | ألعاب القوى       | [ 11 ] |
| 1965 | أستراليا         | رون كلارك         | ألعاب القوى       | [ 12 ] |
| 1965 | جنوب إفريقيا     | جاري بلاير        | غولف              | [ 12 ] |
| 1966 | البرتغال         | أوزيبيو           | كرة القدم         | [ 12 ] |
| 1966 | باربادوس         | جارفيلد سوبرز     | كريكت             | [ 12 ] |
| 1967 | أستراليا         | جورج مور          | سباق الخيل        | [ 11 ] |
| 1968 | الاتحاد السوفيتي | أوليغ بروتوبوف    | التزلج على الجليد | [ 11 ] |
| 1968 | الاتحاد السوفيتي | ليودميلا بيلوسوفا | التزلج على الجليد | [ 11 ] |
| 1969 | أستراليا         | رود ليفر          | كرة التنس         | [ 13 ] |

### عقد 1970
| عام  | الجنسية          | الفائز         | الرياضة   | ملاحظة |
| ---- | ---------------- | -------------- | --------- | ------ |
| 1970 | البرازيل         | بيليه          | كرة القدم | [ 11 ] |
| 1971 | الولايات المتحدة | لي تريفينو     | غولف      | [ 14 ] |
| 1972 | الاتحاد السوفيتي | أولغا كوربوت   | جمباز فني | [ 15 ] |
| 1973 | الولايات المتحدة | محمد علي (1/3) | ملاكمة    | [ 4 ]  |
| 1974 | الولايات المتحدة | محمد علي (2/3) | ملاكمة    | [ 4 ]  |
| 1975 | الولايات المتحدة | أرثر أش        | كرة التنس | [ 16 ] |
| 1976 | رومانيا          | ناديا كومانتشي | جمباز فني | [ 17 ] |
| 1977 | النمسا           | نيكي لاودا     | فورمولا 1 | [ 18 ] |
| 1978 | الولايات المتحدة | محمد علي (3/3) | ملاكمة    | [ 4 ]  |
| 1979 | السويد           | بيورن بورغ     | كرة التنس | [ 19 ] |

### عقد 1980
| عام  | الجنسية          | الفائز              | الرياضة     | ملاحظة |
| ---- | ---------------- | ------------------- | ----------- | ------ |
| 1980 | الولايات المتحدة | جاك نيكولاس         | غولف        | [ 20 ] |
| 1981 | الولايات المتحدة | كريس إيفرت          | كرة التنس   | [ 21 ] |
| 1982 | الولايات المتحدة | جيمي كونرز          | كرة التنس   | [ 22 ] |
| 1983 | الولايات المتحدة | كارل لويس           | ألعاب القوى | [ 23 ] |
| 1984 | إسبانيا          | سيفي بايستيروس      | غولف        | [ 24 ] |
| 1985 | ألمانيا الغربية  | بورس بيكر           | كرة التنس   | [ 12 ] |
| 1986 | أستراليا         | غريغ نورمان (1/2)   | غولف        | [ 25 ] |
| 1987 | الولايات المتحدة | مارتينا نافراتيلوفا | كرة التنس   | [ 26 ] |
| 1988 | ألمانيا الغربية  | شتيفي غراف          | كرة التنس   | [ 27 ] |
| 1989 | الولايات المتحدة | مايك تايسون         | ملاكمة      | [ 28 ] |

### عقد 1990
| عام  | الجنسية          | الفائز            | الرياضة      | ملاحظة |
| ---- | ---------------- | ----------------- | ------------ | ------ |
| 1990 | أستراليا         | مال مينينغا       | دوري الرغبي  | [ 11 ] |
| 1991 | الولايات المتحدة | مايك باويل        | ألعاب القوى  | [ 11 ] |
| 1992 | الولايات المتحدة | أندريه أغاسي      | كرة التنس    | [ 29 ] |
| 1993 | أستراليا         | غريغ نورمان (2/2) | غولف         | [ 30 ] |
| 1994 | ترينيداد وتوباغو | بريان لارا        | كريكت        | [ 31 ] |
| 1995 | نيوزيلندا        | جونا لومو         | اتحاد الرغبي | [ 32 ] |
| 1996 | الولايات المتحدة | إيفاندر هوليفيلد  | ملاكمة       | [ 33 ] |
| 1996 | الولايات المتحدة | مايكل جونسون      | ألعاب القوى  | [ 33 ] |
| 1997 | سويسرا           | مارتينا هينجيز    | كرة التنس    | [ 34 ] |
| 1998 | الولايات المتحدة | مارك أوميرا       | غولف         | [ 35 ] |
| 1999 | الولايات المتحدة | موريس غرين        | ألعاب القوى  | [ 36 ] |

### عقد 2000
| عام  | الجنسية          | الفائز            | الرياضة                 | ملاحظة |
| ---- | ---------------- | ----------------- | ----------------------- | ------ |
| 2000 | الولايات المتحدة | تايغر وودز        | غولف                    | [ 37 ] |
| 2001 | كرواتيا          | غوران إيفانيسيفيش | كرة التنس               | [ 38 ] |
| 2002 | البرازيل         | رونالدو           | كرة القدم               | [ 39 ] |
| 2003 | الولايات المتحدة | لانس أرمسترونغ    | ركوب الدراجات           | [ 40 ] |
| 2004 | سويسرا           | روجر فيدرير (1/4) | كرة التنس               | [ 41 ] |
| 2005 | أستراليا         | شين وارن          | كريكت                   | [ 42 ] |
| 2006 | سويسرا           | روجر فيدرير (2/4) | كرة التنس               | [ 43 ] |
| 2007 | سويسرا           | روجر فيدرير (3/4) | كرة التنس               | [ 44 ] |
| 2008 | جامايكا          | يوسين بولت (1/3)  | سباقات المضمار والميدان | [ 45 ] |
| 2009 | جامايكا          | يوسين بولت (2/3)  | ألعاب القوى             | [ 46 ] |

### عقد 2010
| عام  | الجنسية          | الفائز             | الرياضة              | ملاحظة |
| ---- | ---------------- | ------------------ | -------------------- | ------ |
| 2010 | إسبانيا          | رافائيل نادال      | كرة التنس            | [ 47 ] |
| 2011 | صربيا            | نوفاك ديوكوفيتش    | كرة التنس            | [ 48 ] |
| 2012 | جامايكا          | يوسين بولت (3/3)   | ألعاب القوى          | [ 49 ] |
| 2013 | ألمانيا          | سباستيان فيتل      | فورمولا 1            | [ 50 ] |
| 2014 | البرتغال         | كريستيانو رونالدو  | كرة القدم            | [ 51 ] |
| 2015 | نيوزيلندا        | دان كارتر          | اتحاد الرغبي         | [ 52 ] |
| 2016 | الولايات المتحدة | سيمون بايلز        | الجمباز              | [ 53 ] |
| 2017 | سويسرا           | روجر فيدرير (4/4)  | كرة التنس            | [ 9 ]  |
| 2018 | إيطاليا          | فرانشيسكو موليناري | غولف                 | [ 54 ] |
| 2019 | كينيا            | إليود كيبشوج       | ألعاب قوى            | [ 55 ] |
| 2020 | روسيا            | حبيب نورماغوميدوف  | فنون القتال المختلطة | [ 56 ] |

### عقد 2020
| عام  | الجنسية         | الفائز        | الرياضة    | ملاحظة |
| ---- | --------------- | ------------- | ---------- | ------ |
| 2021 | جمهورية أيرلندا | راشيل بلاكمور | سباق الخيل | [ 57 ] |
| 2022 | الأرجنتين       | ليونيل ميسي   | كرة القدم  | [ 58 ] |